# Здравство у Русији
Здравствену заштиту у Русији обезбеђује држава преко Савезног фонда обавезног медицинског осигурања, а регулише Министарство здравља. Устав Руске Федерације дао је свим грађанима право на бесплатну здравствену заштиту од 1993. године. У руском здравству је 2008. године било запослено 621.000 лекара и 1,3 милиона медицинских сестара. Број лекара на 10.000 становника био је 43,8, ау сеоским срединама свега 12,1. Удео лекара опште праксе у укупном броју лекара износио је 1,26 одсто. Има око 9,3 кревета на хиљаду становника – скоро дупло више од просека OECD-а.
Расходи за здравствену заштиту износили су 6,5% бруто домаћег производа, 957 долара по особи у 2013. Око 48% долази из владиних извора који првенствено потичу од одбитака здравственог осигурања од плата. Око 5% становништва, углавном у већим градовима, има добровољно здравствено осигурање.
Укупан број становника Русије у 2016. години износио је 146,8 милиона. Међу овом популацијом, број запослених лица достигао је 72,3 милиона, укључених у 99 главних врста производних и непроизводних активности. У савременим условима, светски стручњаци процењују да је укупно здравље руске радне популације (мушкарци 18–60 година, жене 18–55 година) прилично ниско због високе стопе морталитета, знатно већег морталитета мушкараца и високе преваленције главних незаразних болести, посебно оних циркулаторног, респираторног и дигестивног система. Према званичној владиној статистици, сваки трећи радник у Русији је изложен штетним радним условима у којима нивои изложености на радном месту премашују националне хигијенске стандарде. Међутим, ниво професионалног морбидитета у Русији је и даље изузетно низак. У 2014. години пријављено је само 8175 случајева професионалних болести, што представља 5,5 случајева на 100.000 у општој популацији, што је много мања стопа него у многим европским земљама.
Након распада Совјетског Савеза, руско здравство постало је састављено од државних и приватних система. Драстични резови у финансирању државног здравственог система довели су до пада квалитета здравствене заштите коју је пружао. Ово је учинило да скупљи приватни објекти буду конкурентни тако што се пласирају као пружаоци здравствене заштите бољег квалитета. Након што је Борис Јељцин дао оставку, приватизација више није била приоритет, а Владимир Путин је вратио већа средства у државни здравствени систем. Државни здравствени систем се значајно побољшао током 2000-их, са здравственим издацима по особи са 96 долара у 2000. на 957 долара у 2013. години.
Због руске финансијске кризе од 2014. године, велики резови здравствене потрошње довели су до пада квалитета услуга државног здравственог система. Око 40% основних здравствених установа има мање особља него што би требало да имају, док су остале затворене. Периоди чекања на лечење су повећани, а пацијенти су приморани да плаћају више услуга које су раније биле бесплатне.

## Историја

### Царско доба
Савез медицинских санитарних радника основан је 1820. године. Вакцинација против малих богиња била је обавезна за децу од 1885. Руско апотекарско друштво за узајамну помоћ основано је 1895. године.
Неки аспекти здравствених услова у царској Русији сматрани су „ужасним“. Међуресорна комисија је 1912. године закључила да „велики део Русије још увек нема апсолутно никакве услове за медицинску помоћ“. Сверуска лига за борбу против венеричних болести проценила је да је 1914. године било 1,5 милиона оболелих  10% регрутованих у војску имало је туберкулозу. Расходи за здравствену заштиту у то време износили су 91 копејку по глави становништва. У Москви је 1903. било десет фабрика са својом малом болницом, а 274 је имало медицинско особље на свом месту. Од 1912. законодавство је подстицало успостављање болничких шема са доприносом. Пре 1914. већина медицинских потрепштина, завоја, лекова, опреме и инструмената увезена је из Немачке. Током рата смртност повређених је била веома висока. Већина је умрла од сепсе, али више од 16% од тифуса. Чак 10.000 лекара регрутованих у војску умрло је између 1914. и 1920. године.
Међутим, у области школске хигијене, царска Русија је надмашила своје западне суседе у развоју и примени мера школске хигијене за заштиту здравља деце у школама нације. До 1900. Русија је школским лекарима дала више овлашћења над школским зградама и дечјим телима него у Француској, Немачкој, Уједињеном Краљевству и Сједињеним Државама.

### Рани совјетски период
Бољшевици су 1917. објавили захтеве за „свеобухватно санитарно законодавство“, снабдевање чистом водом, националну канализацију и санитарни надзор над комерцијалним и индустријским предузећима и стамбеним зградама. Сверуски конгрес синдиката медицинских сестара, основан 1917, 1918. имао је 18.000 чланова у 56 огранака. Народни комесаријат рада је у октобру 1917. објавио широку и свеобухватну листу бенефиција које треба да покрију фондови социјалног осигурања, укључујући случајеве несреће и болести, здравствену заштиту и породиљско одсуство, али нису била доступна средства намењена од послодаваца. До децембра 1917. бенефиције су биле ограничене на надничаре. Социјално осигурање је реорганизовано као петостепена шема за боловање и несрећу која је у принципу укључивала здравствену заштиту и лечење до октобра 1918. Стални проблеми у прикупљању доприноса од послодаваца наставили су се најмање до 1924. године.
Године 1918. основан је Комесаријат народног здравља. У Петрограду је основан Савет медицинских одељења. Николај Семашко је именован за народног комесара јавног здравља Руске Совјетске Федеративне Социјалистичке Републике (РСФСР) и на тој функцији је био од 11. јула 1918. до 25. јануара 1930. године. То требало је да буде „одговоран за сва питања која се тичу здравља људи и за доношење свих прописа (који се односе на то) у циљу побољшања здравственог стандарда нације и укидања свих услова штетних по здравље“ према Веће народних комесара 1921. Основао је нове организације, понекад замењујући старе: Сверуски савезни синдикат медицинских радника, Војно-санитарни одбор, Државни институт за социјалну хигијену, Хитну помоћ Петроград Скораја и Комисију за психијатрију.
Године 1920. подигнут је први светски државни дом за раднике, а 1925. године прво у свету лечилиште за пољопривредне раднике на Јалти.
Већина апотека и фармацеутских фабрика је национализована 1917. године, али то није био једнообразан процес. Године 1923. 25% апотека је још увек било у приватном власништву. Постојало је велико ослањање на увозне лекове и састојке. 70% свих фармацеутских производа и 88% лекова произведено је локално до 1928. Локалне апотекарске школе основане су у многим градовима.
Године 1923. у Москви је било 5440 лекара. 4190 је било плаћених државних лекара. На евиденцији незапослених било је 956. Ниске плате су често биле допуњене приватном праксом. Године 1930. 17,5% московских лекара је било у приватној пракси. Број студената медицине порастао је са 19.785 у 1913. на 63.162 у 1928. и на 76.027 до 1932. године. Када је Михаил Владимирски преузео Комесаријат за јавно здравље 1930. године, 90% лекара у Русији радило је за државу.
Постојало је 12 бактериолошких института 1914. године. Још 25 отворених у годинама до 1937. године, неки у околним регионима, као што је Регионални институт за микробиологију и епидемиологију у југоисточној Русији са седиштем у Саратову. Хитна помоћ, Скораиа Медицал Царе, поново је оживела после 1917. године. До 1927. постојало је 50 станица које су нудиле основну медицинску помоћ жртвама саобраћајних несрећа и несрећа на јавним местима и одговарале на хитне медицинске случајеве. Научно-практични институт за негу Скораиа отворен је 1932. године у Лењинграду и водио је курсеве за лекаре. 15% хитног рада било је са децом млађом од 14 година.
Потрошња на медицинске услуге порасла је са 140,2 милиона рубаља годишње на 384,9 милиона рубаља између 1923. и 1927. године, али је финансирање од тог тренутка једва пратило пораст становништва. До 1928. било је 158.514 болничких кревета у урбаним срединама, 59.230 у руралним областима, 5.673 кревета у медицинским центрима у градским срединама и 7.531 у руралним областима, 18.241 породиљски кревет у урбаним срединама и 9.097 у руралним подручјима. 2000 нових болница изграђено је између 1928. и 1932. године. Године 1929. Госплан је предвидео да здравствена потрошња буде 16% укупног државног буџета.

### Семашков систем
Као самодефинисано социјалистичко друштво, Савез Совјетских Социјалистичких Република (СССР, основан 1922.) развио је потпуно државни модел здравствене заштите — Семашков систем — централизован, интегрисан и хијерархијски организован са владом која обезбеђује државно финансирање. здравствене заштите свим грађанима. Сви здравствени радници били су државни службеници. Контрола заразних болести имала је приоритет у односу на незаразне. У целини, совјетски систем је тежио да даје приоритет примарној заштити и стављао је велики нагласак на специјалистичку и болничку негу. П. Михали, писајући 2000. године, окарактерисао је оригинални Семашкови модел као „кохерентан, исплатив систем за суочавање са медицинским потребама свог времена“.
Интегрисани модел је постигао значајан успех у суочавању са заразним болестима као што су туберкулоза, тифусна грозница и тифус. Совјетски здравствени систем пружао је совјетским грађанима компетентну, бесплатну медицинску негу и допринео побољшању здравља у СССР-у. До 1960-их, очекивани животни и здравствени век у Совјетском Савезу био је приближан онима у САД и несовјетској Европи.
Седамдесетих година 20. века направљен је прелазак са Семашког модела на модел који наглашава специјализацију у амбулантној нези.
Ефикасност новог модела је опала због недовољног улагања, а квалитет неге је почео да опада почетком 1980-их, иако је 1985. године Совјетски Савез имао четири пута већи број лекара и болничких кревета по глави становника у поређењу са САД. Квалитет совјетске медицинске неге постао је низак према стандардима развијеног света. Многи медицински третмани и дијагнозе били су несофистицирани и подстандардни (с обзиром да су лекари често постављали дијагнозе интервјуисањем пацијената без спровођења икаквих медицинских тестова), стандард неге коју су пружали здравствени радници је био лош, а постојао је и висок ризик од инфекције услед операције. Совјетски здравствени систем је био оптерећен недостатком медицинске опреме, лекова и дијагностичких хемикалија и недостајало му је много лекова и медицинских технологија доступних у западном свету. Његови објекти су имали ниске техничке стандарде, а медицинско особље је прошло осредњу обуку. Совјетске болнице су такође нудиле лоше хотелске погодности као што су храна и постељина. За номенклатуру су постојале специјалне болнице и клинике које су нудиле виши стандард неге, али и даље често испод западних стандарда.
Упркос удвостручењу броја болничких кревета и лекара по глави становника између 1950. и 1980. године, недостатак новца који је одлазио у здравство био је очигледно очигледан. Неке од мањих болница нису имале радиолошку службу, а неколико је имало неадекватно грејање или воду. Истраживање из 1989. показало је да 20% руских болница није имало топлу воду, а 3% чак ни хладну воду. 7% није имало телефон. 17% није имало адекватне санитарне просторије. Свакој седмој болници и поликлиници била је потребна основна реконструкција. До 1997. године, пет година након реформи описаних у наставку, СЗО је проценила издатке за здравство по глави становника у Руској Федерацији 1997. године на 251 амерички долар, за разлику од 1.211 долара у Шпанији, 1.193 долара у Великој Британији, 1.539 долара у Финској и 3.724 долара у Сједињеним Државама.

### Реформа 1991–1993
Нова Русија се променила у мешовити модел здравствене заштите са приватним финансирањем и пружањем услуга које иду уз државно финансирање и обезбеђивање. Чланом 41. Устава из 1993. године потврђено је право грађанина на бесплатну здравствену заштиту и медицинску помоћ. Ово се постиже обавезним здравственим осигурањем (ОМС), а не само пореским финансирањем. Ово и увођење нових провајдера на слободном тржишту требало је да промовишу ефикасност и избор пацијената. Такође се очекивало да ће подела купац-пружалац помоћи да се олакша реструктурирање здравствене заштите, јер би ресурси мигрирали тамо где је била највећа потражња, смањио вишак капацитета у болничком сектору и стимулисао развој примарне здравствене заштите. Коначно, намеравало се да доприноси за осигурање допуне буџетске приходе и тако помогну да се одржи адекватан ниво финансирања здравствене заштите.
OECD је известио  да су реформе само узнемириле постојеће проблеме у совјетском систему. Здравље становништва се погоршало буквално по свакој мери. Приватна здравствена заштита није успела да направи много продора, а јавно пружање здравствене заштите још увек преовладава.
Добијени систем је превише сложен и веома неефикасан. Има мало тога заједничког са моделом који су замислили реформатори. Иако на тржишту постоји више од 300 приватних осигуравача и велики број јавних осигуравача, права конкуренција за пацијенте је ретка, остављајући већину пацијената са мало или нимало ефикасног избора осигуравача, а на многим местима ни избор пружаоца здравствене заштите. Осигуравајућа друштва нису успела да се развију као активни, информисани купци здравствених услуга. Већина су пасивни посредници, који зарађују новац једноставним каналисањем средстава из регионалних ОМС фондова здравственим радницима.
Према Марку Бритнелу, уставно право на здравствену заштиту је „блокирано непрозирним и бирократским системима планирања и регулације“, стопама надокнаде које не покривају трошкове пружаоца услуга и високим нивоима неформалног плаћања како би се обезбедио благовремени приступ. Постоји „мозаик“ федералних и државних агенција одговорних за управљање јавним системом.

### Недавни догађаји
Почевши од 2000. године, дошло је до значајног раста потрошње за јавно здравство да би 2006. реално премашио ниво пре 1991. године. Такође се повећао очекивани животни век са нивоа 1991–93, стопа смртности новорођенчади је опала са 18,1 у 1995. на 8,4 у 2008.
У мају 2012. Путин је потписао мајске уредбе које су укључивале план за удвостручење плата здравственог особља до 2018. и постепену приватизацију државних здравствених услуга. У новембру 2014. повећање плата у Москви довело је до затварања 15 болница и 7.000 отпуштања.
2011. године, московска влада је покренула велики пројекат познат као УМИАС као део своје иницијативе за електронску здравствену заштиту. УМИАС је скраћеница за Интегрисани медицински информациони и аналитички систем Москве. Циљ пројекта је да здравствену заштиту учини погоднијом и доступнијом за Московљане.
Тржиште приватног здравственог осигурања, познато на руском као добровољно здравствено осигурање (рус. добровольное медицинское страхование, ДМС) које се разликује од обавезног здравственог осигурања које спонзорише држава, доживео је одржив ниво раста, због незадовољства нивоом услуга које пружају државне болнице. Уведен је у октобру 1992. Уочене предности приватне здравствене заштите укључују приступ савременој медицинској опреми и краће листе чекања за специјалистички третман. Приватно здравствено осигурање је најчешће у већим градовима као што су Москва и Санкт Петербург, пошто су нивои прихода у већем делу Русије још увек прениски да би створили значајан ниво потражње.
Приходи за водеће приватне медицинске установе у земљи достигли су милијарду евра до 2014. године, са двоцифреним нивоом раста у претходним годинама. Као резултат финансијске кризе у Русији, удео компанија које нуде здравствено осигурање пао је са 36% на 32% у 2016. Број људи обухваћених добровољном здравственом политиком у Москви је 2014. године износио 3,1 милион, или 20,8% становништва.
Полисе углавном финансирају послодавци, мада се осигурање може купити и појединачно. Друго важно тржиште за осигураваче су радници имигранти, који морају да купе здравствено осигурање да би добили радне дозволе. Просечна годишња цена шеме коју спонзорише послодавац кретала се од 30.000 до 40.000 рубаља (530—700 долара) у 2016. години, док су цене за појединце биле око 30% више. Критична стања, као што су рак или срчана обољења, често су искључена из политике почетног нивоа.
Руско тржиште здравственог осигурања је оријентисано на велике компаније, са корпоративним клијентима који чине 90% свих полиса. Мала и средња предузећа су далеко мање вероватно да ће пружати здравствену заштиту. Неке компаније одлучују да нуде здравствено осигурање само одабраним категоријама запослених.
Већина појединаца који купују здравствено осигурање су повезани са људима који су покривени програмима које спонзорише послодавац, док остали чине мање од 2% свих полиса. Како компаније смањују своје здравствене политике, запослени у неким случајевима прибегавају да их купују појединачно.
Највећи приватни пружалац здравствених услуга по приходу је Medsi, чији је главни акционар конгломерат Система. Страни пружаоци здравствених услуга који су присутни у Русији укључују Фресениус, који има мрежу центара за дијализу у земљи. Клинике за неплодност и породилиште су важан елемент руске приватне здравствене мреже. Мрежа клиника за мајку и дете чини 9% свих циклуса ИВФ третмана у земљи.
Водећи пружаоци здравственог осигурања у Русији били су Согаз, Алијанц, РЕСО-Гарантиа, АлфаСтракхование, као и Росгосстрах и Ингосстрах у ранијем власништву државе. РЕСО-Гарантиа је неуобичајена међу великим осигуравајућим друштвима по томе што индивидуални клијенти чине 40% полиса. Неке осигуравајуће компаније, попут Ингосстраха, такође поседују мрежу клиника.
Од 1996. године државним здравственим установама је дозвољено да нуде приватне услуге, а од 2011. неки приватни пружаоци услуга пружају услуге државним осигураницима. Приватни сектор у Москви се брзо проширио. Један ланац, Доктор Риадом, лечи половину својих пацијената у оквиру званичне шеме осигурања по ниској цени, а другу половину приватно уз профит.

## Пронатална политика
У настојању да заустави руску демографску кризу, влада спроводи низ програма осмишљених да повећају стопу наталитета и привуку више имиграната како би ублажили проблем. Влада је удвостручила месечне исплате алиментације и понудила једнократну исплату од 250.000 рубаља (око 4.000 америчких долара) женама које су имале друго дете од 2007.
Године 2006. министар здравља Михаил Зурабов и заменик председника Комитета Државне думе за здравствену заштиту Николај Герасименко предложили су да се поново уведе порез на бездетност из совјетског доба, који је окончан 1992. До сада није враћен.
Русија је 2007. забележила највећи наталитет од распада СССР-а. Први потпредседник је такође рекао да ће око 20 милијарди рубаља (око милијарду долара) бити уложено у нове пренаталне центре у Русији у периоду 2008–2009. Имиграција се све више сматра неопходном за одржавање становништва земље. До 2010. године број Руса је опао за 4,31% (4,87 милиона) у односу на 2000. годину, док је читаво становништво Русије изумрло само за 1,59% (са 145,17 на 142,86 милиона).

## Стоматологија
Совјетска стоматолошка технологија и здравље зуба сматрани су ноторно лошима. Године 1991, просечни 35-годишњак је имао 12 до 14 каријеса, пломби или недостајалих зуба. Паста за зубе често није била доступна, а четкице за зубе нису биле у складу са стандардима модерне стоматологије. Од распада Совјетског Савеза, стоматолошке вештине, производи и технологија су се драматично побољшали.

## Здравље на раду
Не постоји стандардна дефиниција „ здравства на раду “ на руском језику. Овај појам се може превести и објаснити као хигијена рада (Гигиена труда), заштита рада (Охрана труда), радна санитарија, здравствена инспекција на радном месту (Медико-социјалнаа експертиза) итд.
Према Закону о раду Руске Федерације (Одељак X, Поглавље 33, члан 209), здравље на раду (или заштита рада) је систем очувања живота и здравља запослених у процесу радне делатности који укључује законске, социоекономске, организационе, техничке, санитарне, медицинске, третманске, превентивне, рехабилитационе и друге мере.
Михаил Ломоносов је први почео да говори о здрављу на раду и раду у предреволуционарној Русији. У својој књизи (1763) „Први темељи металургије или руде“  Михаил Ломоносов се први пут дотакао питања организације рада и процеса опоравка људи који раде у планинама, како да побољшају своју безбедност и како да проветравају руднике. Од краја 19. века хигијена на радном месту је успостављена као један од предмета на Универзитету рударства у Санкт Петербургу .
Закон о 8-часовном радном дану (Восьмичасовој рабочиј день) био је један од закона донетих први након пада Руске империје.
Совјетски Закон о раду написан је 1918. Године 1922. Законик је допуњен прописима за: рад у опасним и опасним условима, рад жена и деце, рад у ноћним сменама и др.
Совјетски период је окарактерисан као период развоја хигијене у земљи. Влада је контролисала хигијену у свим организацијама у СССР-у. Научно-истраживачки институт за хигијену и здравље на раду  је основан у Москви 1923. године, где су совјетски специјалисти медицине рада стекли своје квалификације и знања.
Након распада Совјетског Савеза, ниво професионалног морбидитета у Русији био је нижи него у већини индустријских земаља. Ови нивои се објашњавају сложеним скупом социоекономских и психосоцијалних проблема: недовољним бројем специјалиста медицине рада и ниским степеном њиховог образовања; неадекватни медицински прописи за обављање обавезних лекарских прегледа и за дијагностику и регистрацију професионалних обољења ; економска зависност здравствених организација од послодавца у поступку обавезних лекарских прегледа; и страх да ће радник изгубити посао. Из наведених разлога, званично регистрована стопа професионалног морбидитета у Руској Федерацији током више деценија (1990–2010) кретала се од 1,0 до 2,5 случаја на 10.000 запослених. За савремену Русију типично је да постоје огромне разлике у стопама професионалног морбидитета међу различитим индустријама, које се крећу од 0,02 на 10.000 радника у велепродаји и малопродаји до 30 на 10.000 радника у рударству. Више од 90% свих новодијагностикованих професионалних болести налази се у 4 индустрије:
| Индустрија                    | % професионалних обољења |
| ----------------------------- | ------------------------ |
| Рударство                     | 68.4                     |
| Пољопривреда, лов и шумарство | 8.3                      |
| Мануфацтуринг                 | 7.5                      |
| Транспорт и комуникације      | 6.6                      |

Сви остали проценти се деле између изградње, производње и диспензације електричне енергије, гаса и воде, здравствене заштите, рибарства и узгоја рибе. Детаљни бројеви су представљени на графикону 2.
Стопе професионалног морбидитета у Руској Федерацији у последњих неколико деценија су опадале, упркос сталном порасту удела послова са лошим условима рада. Може се претпоставити да ће са садашњим системом дијагностике и регистрације професионалних болести ниво професионалног морбидитета наставити да опада.